# 20-й Северокаролинский пехотный полк
20-й Северокаролинский пехотный полк (20th North Carolina Infantry) представлял собой один из пехотных полков армии Конфедерации во время Гражданской войны в США. Полк участвовал почти во всех сражениях Северовирджинской армии от Семидневной битвы до капитуляции при Аппоматтоксе.

## Формирование
Полк был сформирован в июле 1861 года в Смитфилде и Форт-Кэвелле, Северная Каролина. Его роты были набраны в округах Брунсвик, Коламбус, Кабаррас, Даплин и Сэмпсон. Первым командиром полка стал Альфред Иверсон, подполковником — Фрэнк Фэйсон. Полк состоял из десяти рот:
- Рота A — округ Кабаррас
- Рота B — округ Кабаррас
- Рота C — округ Коламбус
- Рота D — округ Коламбус
- Рота E — округ Коламбус
- Рота F — округ Сэмпсон
- Рота G — округ Брунсвик
- Рота H — округ Сэмпсон
- Рота I — округ Сэмпсон
- Рота K — округ Коламбус

## Боевой путь
Сначала полк был направлен для гарнизонной службы на побережья Северной Каролины, а в июне был переведён под Ричмонд, включён в бригаду Самуэля Гарланда (в составе дивизии Д. Хилла) и уже через несколько дней принял участие в сражении при Севен-Пайнс.
Полк участвовал в Семидневной битве и в Мерилендской кампании. В сражении в Южных Горах полк неплохо проявил себя, удачно атаковав артиллерийскую батарею противника.
Генерал Гарланд был смертельно ранен в сражении в Южных Горах, и командование принял Дункан Макрэй, и под его руководством бригада участвовала в сражении при Энтитеме. 17 сентября в 10:00 она была направлена на левый фланг армии, но попала под фланговый удар и в панике отступила. Макрэй писал, что Иверсон сумел привести в порядок свой полк и тот в итоге принёс некоторую пользу. Всего же в ходе Мерилендской кампании 20-й Северокаролинский потерял 11 человек убитыми и 30 ранеными.
1 ноября Иверсон был повышен в звании до бригадного генерала и принял командование бригадой.
В сражении при Фредериксберге бригада Иверсона задействована не была и полк потерял всего 3 человека.
26 февраля 1863 года командование полком принял полковник Томас Тун.
Во время геттисбергской кампании 20-й Северокаролинский числился в бригаде Иверсона, которая входила в дивизию Роберта Роудса из первого корпуса Северовирджинской армии. В ходе сражения при Геттисберге бригада участвовала в утренней атаке дивизии Роудса, однако попала под фланговый удар федеральной бригады Генри Бакстера. Самые тяжёлые потери понёс наступающий крайне левым 5-й северокаролинский полк, 20-й Северокаролинский шёл правее 5-го и тоже сильно пострадал. 372 человека числилось в полку к началу сражения, из них было потеряно почти две трети. В последующие дни сражения полк уже не вводили в бой.